# Paul Banks
Paul Banks, noto anche con lo pseudonimo di Julian Plenti (Clacton-on-Sea, 3 maggio 1978), è un cantante e chitarrista statunitense di origine inglese, famoso per il suo successo come frontman del gruppo newyorkese Interpol.

## Biografia
La famiglia Banks lasciò l'Inghilterra quando Paul aveva solo tre anni, per trasferirsi in Spagna, a Madrid. Lì Banks acquisì l'accento che -ad ora- lo caratterizza. Successivamente, si trasferì in Messico dove terminò la locale secondary school. Dopo anni di continui spostamenti, concluse l'università di New York appassionandosi alla letteratura. In quel periodo, divenne il cantante degli Interpol.

### Interpol
La storia di Paul Banks negli Interpol comincia diversi anni prima dell'effettiva formazione del gruppo, quando Banks incontra Daniel Kessler, durante un soggiorno-studio a Parigi. I due stringono amicizia, ma terminato il soggiorno, perdono ogni contatto. Per uno strano caso, diversi anni dopo, nel 1998, i due si ritrovano, a New York. Kessler, alla ricerca di un cantante, convinse Banks ad ascoltare i demo del suo gruppo, i Las Armas And The French Letters. Evidentemente convinto dall'ascolto, Banks entra a far parte del gruppo in pianta stabile, come cantante e secondo chitarrista. Di lì a poco, i Las Armas And The French Letters cambieranno il loro nome in Interpol, che non fa riferimento alla polizia internazionale, ma ad un nomignolo affibbiato al giovane Banks, durante la permanenza a Madrid, quando i suoi coetanei usavano chiamarlo "Inter-Paul".
Banks ha dichiarato di non aver mai seguito lezioni di chitarra, ma sostiene di essere in grado di ottenere dalla sua chitarra i suoni che desidera, senza aver mai avuto bisogno di un maestro; inoltre una nutrita schiera dei fan della band, sostiene che Banks sia un chitarrista di gran lunga migliore, rispetto a Daniel Kessler. Per quanto riguarda la sua voce, spesso, la critica riporta un'eccessiva somiglianza tra il suo timbro di voce, quello dello scomparso Ian Curtis, cantante dei Joy Division, e quello di Patrick Fitzgerald dei Kitchens of Distinction; tuttavia, Banks ha dichiarato che non tenterebbe mai di imitare altri artisti: "Non proverei mai a cantare come Frank Black o Kurt Cobain, perché semplicemente non si può fare". D'altronde, nel tempo il timbro di Banks è andato modificandosi, come è possibile notare nei brani dei lavori più recenti.

### Progetto solista
Nell'agosto del 2009 è uscito il primo album solista di Banks, pubblicato sotto lo pseudonimo di Julian Plenti. L'album si chiama Julian Plenti is... Skyscraper e lo pseudonimo trae origine da "Julian", che è il secondo nome di Banks e "Plenti", che è una trascrizione fonetica di "Plenty" (completo), in quanto Paul "Julian" Banks - effettivamente - è il nome completo del cantante.
Il 26 giugno 2012 ha invece pubblicato un EP di cinque canzoni intitolato Julian Plenti Lives... A breve distanza, il 22 ottobre 2012, è uscito il suo secondo studio album, Banks. Sul sito di Paul è possibile ascoltare l'estratto dell'album, The Base.

### Altri Progetti
Nel 2013, Banks ha pubblicato il mixtape hip hop Everybody on My Dick Like They Supposed to Be, con la partecipazione di rapper come Talib Kweli ed El-P.
Nel giugno 2016 ha formato, insieme al rapper RZA, il duo Banks & Steelz, annunciando l'album collaborativo Anything But Words, che vede la partecipazione di Kool Keith, Ghostface Killah, Method Man, Masta Killa e della cantante Florence Welch. Dall'album sono stati estratti i singoli Love + War e Giant.
Nel marzo 2020 Banks ha annunciato la formazione del gruppo Muzz, insieme a Matt Barrick (già nei The Walkmen e Fleet Foxes) e Josh Kaufman, pubblicando il primo singolo Bad Feeling.

### Vita privata
Ha avuto una relazione con la supermodella danese Helena Christensen dal 2008 al 2018.

## Strumenti
All'esordio con gli Interpol, Banks usava imbracciare una Gibson Les Paul goldtop, sostituita - dopo l'uscita di Antics - da una Les Paul Black Beauty. In pezzi come Take You On A Cruise, durante i quali necessita di una levetta, utilizzava una Fender Jaguar nera, recentemente sostituita da una Les Paul, equipaggiata con un ponte Bigsby. Nel video del singolo Barricade, Banks utilizza una Gibson nera, modello Flying V. Come Julian Plenti si esibisce con una Gibson L-4 CES nera.

## Discografia

### Discografia solista
- 2009 - Julian Plenti is... Skyscraper
- 2012 - Julian Plenti Lives... (EP)
- 2012 - Banks